# Arturo (oso polar)
Arturo (1985 – 3 de julio de 2016) era un oso polar del Zoológico de Mendoza en Argentina y el último que se encontraba en un zoológico del país. Llegó al país en 1993 desde Búfalo, Estados Unidos.
Las condiciones de vida en la jaula en donde Arturo residía son controversiales, ya que la temperatura ambiente de la ciudad puede sobrepasar los 30 °C en verano, además que la piscina de la jaula sólo contaba con 50 centímetros de profundidad. Por ello, varios activistas por los derechos de los animales han apodado a Arturo como el "animal más triste del mundo" y promovido una petición para trasladarlo al Zoológico de Assiniboine en Winnipeg, Canadá, la cual acumuló atención considerable luego que la etiqueta #Freearturo se hiciera trending topic en Twitter. Quienes apoyaban la petición también hicieron notar que otro oso polar había muerto en Buenos Aires en diciembre de 2012 debido al calor excesivo, y argumentaron que Arturo sufría síntomas de depresión y otros problemas mentales.
El 16 de julio de 2014 la petición tenía más de 400.000 firmas y el apoyo de Newt Gingrich y Cher. El Zoológico de Assiniboine respondió que aceptarían con gusto a Arturo, no obstante, no contaban con la autoridad para hacerlo a menos que el gobierno argentino lo permitiese y que el Zoológico de Mendoza proporcionase las fichas médicas necesarias para hacer el traspaso posible.
El 24 de julio del mismo año, el director del Zoológico de Mendoza, Gustavo Pronotto dijo a Associated Press que Arturo estaba muy viejo para ser trasladado a Canadá. 
Arturo murió del 3 de julio de 2016 de causas naturales.